# 1918 en hockey sur glace
Cette page présente les éléments de hockey sur glace de l'année 1918, que ce soit d'un point de vue rencontres internationales ou championnats nationaux. Les grandes dates des différentes compétitions sont données ainsi que les décès de personnalités du hockey mondial.

## Amérique du Nord

### Ligue nationale de hockey
- 2 janvier : incendie de l'Aréna de Montréal qui force les Wanderers de Montréal à cesser leurs activités.
- 13 mars : les Arenas de Toronto remportent la première saison de la Ligue nationale de hockey 10 buts à 7 contre les Canadiens de Montréal.

### Association de hockey de la Côte du Pacifique
- Les Millionnaires de Vancouver battent les Metropolitans de Seattle 3 buts à 2 et remportent l'Association de hockey de la Côte du Pacifique.

### Coupe Stanley
- 30 mars : les Arenas de Toronto remportent la Coupe Stanley après leur troisième victoire lors du cinquième match contre les Millionnaires de Vancouver.

## Autres Évènements

### Décès
19 octobre : décès de Joseph Jean Bougie, joueur professionnel en hockey et baseball, il meurt des suite de la Grippe espagnole.